# Il tocco del peccato
Il tocco del peccato (Tiān zhùdìng) è un film del 2013 scritto e diretto da Jia Zhangke.
Il film è stato presentato in concorso al Festival di Cannes 2013, dove ha vinto il Prix du scénario.

## Trama
Il film è diviso in quattro quarti di 30 minuti ciascuno. Nella provincia dello Shanxi, nel nord-est della Cina (luogo natale di Jia Zhangke), in un piccolo villaggio tra le montagne, nel corso della privatizzazione, il capovillaggio ha svenduto la miniera a un ricco industriale di Canton, in cambio di cospicue mazzette. Dahai, fallito e senza lavoro, denuncia la corruzione e cerca di far intervenire l'ispettorato centrale di Pechino senza riuscirci. Si ostina a protestare pubblicamente contro l'intrigo, ma viene picchiato. Gli vengono offerti soldi e un accordo favorevole, ma ormai, frustrato e sbeffeggiato dai suoi stessi concittadini decide di farsi giustizia da sé.
Nell'episodio precedente si assistite a un triplice omicidio da parte di un uomo in moto che, per difendersi dall'agguato di tre malviventi armati di accette, ha estratto un'automatica freddandoli senza pietà. Questo stesso killer, tornato a casa, nella città di Chongqing, ai margini dello Yangtze, incontra la moglie e i fratelli che stanno celebrando il settantesimo compleanno della madre. Sempre più a disagio, San Zhou annuncia alla moglie che ripartirà il giorno dopo. Alla richiesta di spiegazioni risponde: «Mi annoio». «Ma cosa pensi di fare?» gli chiede la moglie - «Quando sparo non mi annoio». Giunto a Canton rapina una donna uccidendola insieme al marito. Fugge indisturbato e rasserenato.
In una grande città nel Hubei, nella Cina centrale, Xiao Yu, una giovane donna, si rifiuta di seguire l'amante sposato e viene malmenata dalla moglie che ha scoperto la loro tresca. Lavora come receptionist in una sauna a luci rosse. Quando un cliente vuole imporle una prestazione sessuale a pagamento si ribella e lo uccide a coltellate.
Nel sud della Cina, a Dongguan, nella provincia di Guangdong, Xiao Hui, un ragazzo, lavora come stiratore in una grande fabbrica tessile. Parlando con un compagno lo distrae e questo si ferisce alla mano. La regola è che adesso dovrà passare lo stipendio all'altro, fino a quando sarà guarito e potrà tornare a lavorare. Decide di lasciare la fabbrica, raggiunge un amico in un conglomerato industriale nel mezzo del deserto. Trova lavoro come cameriere in un bordello di lusso dove conosce una ragazza. I due si frequentano, Xiao Hui si innamora e le propone di scappare insieme. La ragazza, che fa la prostituta nel club, gli risponde:  «L'amore non fa parte del mio mondo». Ha una figlia di tre anni e deve mantenerla. Xiao Hui, disgustato, lascia il locale e inizia a lavorare nella grande fabbrica assieme all'amico. Dopo appena due giorni, stanco e alienato, si butta dalla terrazza.

### Origine
Le storie sono realistiche e si basano su fatti realmente accaduti, anche se riportati liberamente: secondo le dichiarazioni del regista e dell'attrice Zhao Tao, protagonista del terzo episodio, «La prima storia si basa sul caso di un villaggio in cui si mostrano un numero relativamente elevato di questioni sociali: come il rapido sviluppo economico ha portato un forte divario tra ricchi e poveri, la questione della giustizia, la corruzione che pervade la società rurale».
«Nella seconda storia (Zhou Kehua) ho vissuto più di un problema di questo genere personalmente, perché l'ambiente di vita di un villaggio è molto depresso, la maggior parte dei giovani è senza lavoro. In questo contesto sembra difficile capire il valore della vita. In questo caso, il protagonista è diventato un criminale professionista che sembra usare il crimine per cambiare la propria esistenza e soddisfare un bisogno spirituale».
Zhao Tao ha recitato nella terza storia e ha dichiarato: «Volevo descrivere un aspetto fondamentale della violenza, cioè la perdita della dignità. Poiché al momento della violenza le persone vengono spesso private della dignità da chi è più forte. La gente va fuori controllo, e si solleva oltre i propri limiti, spinta a reagire con altrettanta violenza, come il mio personaggio, dalla necessità di conservare la dignità del dolore».
«Nell'ultima storia, chiaramente riferita ai molti suicidi succedutisi nello stabilimento della Foxconn, parlano i lavoratori deportati ancora giovanissimi nel Dongguan, e soggetti a una violenza invisibile, compresa quella di una produzione meccanizzata, che sottopone l'individuo a un rumore onnipresente, lontano dalla famiglia. Ragazzi di 19 anni, appena arrivati dalla campagna, sperando di fare fortuna in città, si trovano a fornire manodopera a basso costo per il lavoro alienante della metropoli che non riesce a integrarli».

## Critica
Rotten Tomatoes gli attribuisce un punteggio di 92/100, basato su 48 giudizi di critici professionali, con una media di 7,5 su 10. La valutazione del sito è: "La sua sceneggiatura non è così elegante come la coreografia delle sequenze d'azione, ma la pellicola fornisce una quantità di violenza stilizzata sufficiente a superare con forza i momenti di difficoltà narrativa".
Il film è stato accolto positivamente al festival di Cannes, anche se con diverse critiche  in cui si nota un diverso approccio stilistico rispetto ai precedenti lavori del regista, conosciuto per un quieto realismo e una visione surreale della Cina contemporanea.

## Distribuzione
Anche se i film di Jia sono stati ufficialmente distribuiti in Cina fin dal 2004, i suoi precedenti lavori sono stati scorporati dalla censura di governo e "Il tocco del peccato" non è stato distribuito nei cinema. Tuttavia, nel maggio del 2013, il governo ha annunciato che il film sarebbe arrivato nelle sale della Cina continentale: una sorpresa per gli osservatori cinesi e internazionali che ritenevano il soggetto del racconto troppo negativo per le autorità cinesi. Una direttiva del Dipartimento Centrale delle Propaganda ha informato i critici che comunque non sarebbero state rilasciate interviste o commenti sul film.

## Premi e riconoscimenti
- Festival di Cannes 2013 : Prix du scénario per Jia Zhangke (selezione ufficiale)
- Festival international du film d'histoire de Pessac 2013 : Prix fiction (presieduta da Thomas Lacoste) per Jia Zhangke (selezione ufficiale)
- Festival international du film de Flandre-Gand : Premio Georges Delerue per la migliore musica
- Toronto Film Critics Association Awards 2013 : miglior film straniero

### Selezione
- New York Film Festival - 2013
- Independent Spirit Awards 2014 : miglior film straniero